# Циолковский (спектакль)
«Циолковский» — спектакль 2021 года Российского театра драмы имени Ф. Г. Волкова режиссёра Бориса Павловича. Премьера состоялась в преддверии 60-летия первого полёта человека в космос.

## Сюжет
В основе постановки сочинения Константина Эдуардовича Циолковского и Николая Фёдоровича Фёдорова, а также фрагменты поэм Николая Алексеевича Заболоцкого «Деревья» и «Безумный волк».

## В ролях
- Илья Варанкин

Константин Эдуардович Циолковский, учитель
- Елена Шевчук

Варвара Евграфовна Циолковская, его жена
- Юлия Знакомцева

Света, ученица женского епархиального училища
- Кирилл Искратов

Василиса, ученица женского епархиального училища
- Мария Маврина

Раиса, ученица женского епархиального училища
- Наталья Мацюк

Наташа, ученица женского епархиального училища
- Ирина Наумкина

Валентина, ученица женского епархиального училища
- Анна Ткачёва

Улита, ученица женского епархиального училища
- Сергей Скоков

Александр Иванович, инспектор училища
- Людмила Пошехонова

Наталья Николаевна, классная дама
- Евгений Мундум, Николай Зуборенко

Николай Фёдорович, сторож
- Николай Лавров

Дмитрий Иванович Менделеев, профессор из Петербурга
- Семён Иванов

Николай Егорович Жуковский, профессор из Москвы

## Награды и номинации[3]
«Золотая маска» 2022:
- Премия: Лучшая работа художника (Мария Лукка, Александр Мохов)
- Номинации: Лучший спектакль в драме — большая форма, Лучшая работа режиссёра (Борис Павлович), Лучшая работа художника по костюмам (Мария Лукка, Александр Мохов), Лучшая работа художника по свету (Стас Свистунович), Лучшая мужская роль (Илья Варанкин), Лучшая женская роль второго плана (Елена Шевчук)

## Критическая оценка
- Евгений Ермолин (Петербургский театральный журнал): «Циолковский» — это непривычная для Волковского театра и его зрителей история, непривычная эстетика. Павлович задумал «спектакль-ораторию». И хотя в программке предпочли указать на действительные обстоятельства, воссозданные в постановке, поэтически-мистериальное начало в спектакле осталось. Более того, оно пронизывает и организует всё действие[4].
- Татьяна Джурова (Летающий критик): «Циолковский» — прежде всего мистерия. Мистерия как жанр, как событие священной истории, как способ производства. И ради мистериальности события режиссер жертвует элементарным биографическим (и жизненным) правдоподобием, соединяя в одном дне из жизни Константина Эдуардовича события реальные, но разрозненные в реальном хронологическом измерении, с событиями фантазийными, сакральные — с профанными.
- Татьяна Зимакова (Российская газета): Один день становится в спектакле точкой вечности, в которой прошлое и будущее, случившееся и несбывшееся тесно переплетаются во всевозможных комбинациях. В этот день карта города Калуга сливается с контуром звездного неба, а классная доска взмывает почти под самый потолок[5].